# Ariamnes helminthoides
Ariamnes helminthoides är en spindelart som beskrevs av Simon 1907. Ariamnes helminthoides ingår i släktet Ariamnes och familjen klotspindlar.
Artens utbredningsområde är Guinea-Bissau. Inga underarter finns listade i Catalogue of Life.